# 도로시 쇼트

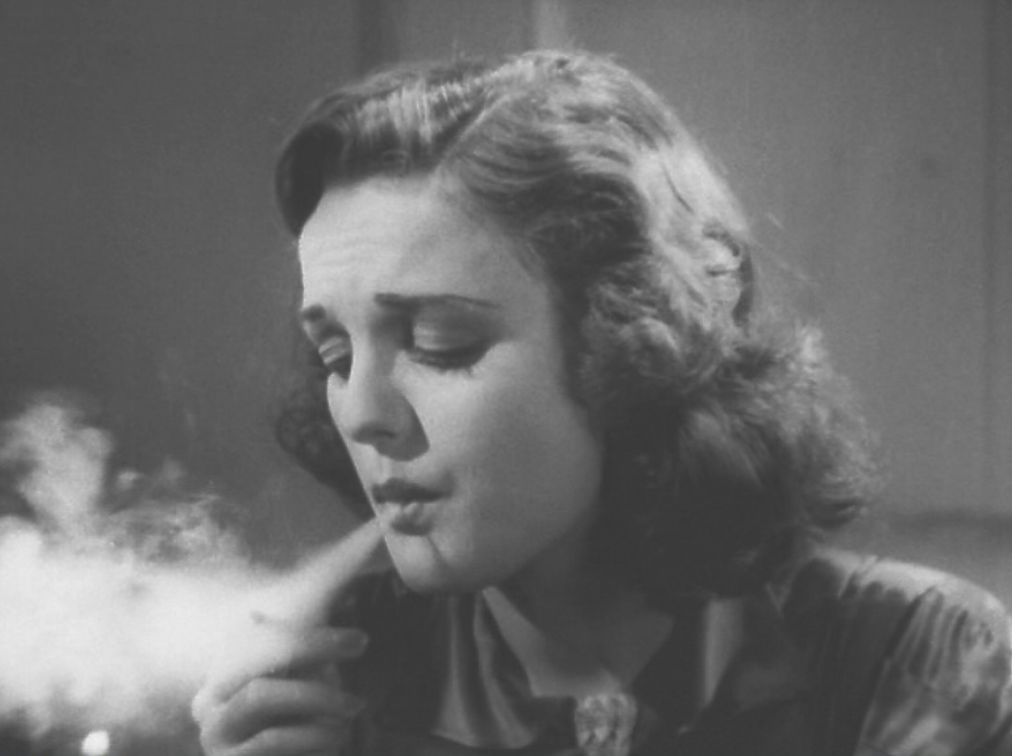

도로시 쇼트(Dorothy Short, 1915년 6월 29일 ~ 1963년 6월 4일)는 미국의 배우, 영화배우이다.
필라델피아에서 태어났으며 로스앤젤레스에서 사망하였다.

## 영화
- 모어 댄 어 세크러테리 (1936년)
- 스튜던트 투어 (1934년)